# Franz-Joseph Müller von Reichenstein
Franz-Joseph Müller von Reichenstein noto successivamente come Franz-Joseph Müller, Freiherr von Reichenstein (1º luglio o 4 ottobre 1740 o 1742 – 12 ottobre 1825 o 1826) è stato un mineralogista e chimico austriaco.
Ricoprì diversi incarichi nell'amministrazione di miniere e monete della monarchia asburgica nel Banato, in Transilvania e in Tirolo. Durante la sua permanenza in Transilvania scoprì il tellurio nel 1782. Nella sua successiva carriera divenne membro del consiglio imperiale di Vienna e fu nominato cavaliere ed elevato al titolo di Freiherr nel 1820.

## Biografia
Müller nacque nel 1740 o 1742 nell'impero asburgico. Mentre l'Allgemeine Deutsche Biographie indica il 1º luglio 1740 e Vienna come data e luogo di nascita, la Neue Deutsche Biographie preferisce il 4 ottobre 1742 e la piccola città di Poysdorf nella Bassa Austria. Le opere molto più antiche Neuer Nekrolog der Deutschen e Oesterreichische National-Encyklopädie non danno un luogo di nascita e solo l'anno 1740. Anche gli articoli di Mary Elvira Weeks sulla scoperta del tellurio, pubblicati nel Journal of Chemical Education nel 1932, e nel 1935 citano due diversi luoghi della sua nascita: uno a Vienna, Arciducato d'Austria e l'altro a Hermannstadt, Principato di Transilvania (l'attuale Sibiu in Romania). Una biografia più recente sull'argomento chiarisce che la data e il luogo di nascita non sono sicuramente noti.
Studiò filosofia e diritto a Vienna e nel 1763 si iscrisse alla Bergakademie (Accademia mineraria) a Schemnitz (Selmecbánya), Alta Ungheria (oggi Banská Štiavnica Slovacchia. Studiò estrazione mineraria, meccanica, mineralogia e chimica e dopo la laurea divenne Markscheider (geometra minerario ufficiale) nel 1768. Nel 1770 entrò a far parte della Hofcommission für die Regulierung der Banater Berg und Hüttenwerke (commissione reale per l'estrazione mineraria nel Banato) dove acquisì molte conoscenze sull'estrazione mineraria nel Banato. Venne poi promosso al grado di Oberbergmeister (alto funzionario minerario) e nello stesso anno divenne direttore della miniera.
Nel 1775 divenne Oberbergmeister nella città tirolese di Schwaz. All'epoca Schwaz era uno dei più grandi centri di estrazione dell'argento e del rame in Austria-Ungheria. Nel 1778 scoprì una presenza di tormalina nella Zillertal.
Divenne uno dei sette consiglieri dei thesaurariati in Transilvania responsabili della supervisione di tutte le attività minerarie e del conio delle monete in Transilvania nel 1778. Dopo lo scioglimento del Thesaurariato divenne Oberinspector (capo geometra) di tutte le miniere, fonderie e produzione di sale in Transilvania.

### Scoperta del tellurio
In qualità di capo ispettore austriaco delle miniere in Transilvania, era responsabile dell'analisi dei campioni di minerale e analizzò il minerale d'oro di Kleinschlatten (oggi Zlatna, Romania). Questo minerale era noto come "Faczebajer weißes blättriges Golderz" (minerale d'oro a foglia bianca proveniente da Faczebaja) o antimonalischer Goldkies (pirite d'oro antimonica) e, secondo Anton von Rupprecht, era Spießglaskönig (argento molibdico), contenente antimonio nativo. Müller concluse che il minerale non conteneva antimonio, ma che era solfuro di bismuto. L'anno successivo disse che questo era sbagliato e che il minerale conteneva principalmente oro e un metallo sconosciuto molto simile all'antimonio. Dopo un'indagine approfondita che durò tre anni e costituita da più di cinquanta test, determinò il peso specifico del minerale e, notò l'odore simile a un ravanello proveniente dal fumo bianco emanato dal nuovo metallo dopo essere stato riscaldato, il colore rosso che il metallo conferiva all'acido solforico e il precipitato nero che questa soluzione dava quando diluita con acqua. Tuttavia, non fu in grado di identificare il metallo e gli diede il nome di aurum paradoxium e tlbermetallum problematicum, in quanto non mostrava le proprietà previste per l'antimonio atteso.
Nel 1798 il chimico tedesco Martin Heinrich Klaproth isolò il nuovo elemento da un campione inviato da Müller. Dopo un esame approfondito del materiale, concluse che nel campione era presente un nuovo metallo. Lo chiamò tellurio, ma diede il merito della scoperta a Müller.
Nel 1788 fu nuovamente promosso e come Gubernialrath occupò una posizione di potere nell'amministrazione della Transilvania. Müller fu nominato cavaliere da Leopoldo II al titolo nobiliare più basso, Edler, nello stesso anno. Da quel momento in poi portò il nome Franz-Joseph Müller Edler von Reichenstein. Venne poi eletto membro della Berlin Society of Friends of Natural Science.
Nel 1798 Müller divenne consigliere di corte e fu nominato alla corte di Vienna, dove fece parte del consiglio imperiale. Nel 1818 si ritirò dalle sue funzioni ma mantenne la sua carica nel consiglio fino alla sua morte. Divenne Cavaliere dell'Ordine reale di Santo Stefano d'Ungheria nel 1818 e nobile, ricevendo il titolo di Freiherr, nel 1820. Entrambe le onorificenze gli furono concesse dall'imperatore Francesco II. Müller morì all'età di 80 anni nel 1825 o 1826 a Vienna.